# 諸爵十字軍
諸爵十字軍（法語：Croisade des barons；匈牙利語；báró Keresztes）或稱男爵十字軍，也称1239年十字军東征，由時任教宗格里高利九世发起，並在1234年到1241年期间广泛展开。教宗號召法蘭西、英格蘭和匈牙利在内的諸多貴族們在中東發起十字军聖戰，並取得不同程度的戰果。參戰者大多是男爵，本次十字軍也是少數幾次沒有國王或以上級別的封建領主參與，最高級別貴族領袖被認爲是當時的勃艮第公爵，即于格八世（需要注意的是当时的香槟伯爵提奥巴尔德一世兼任纳瓦拉国王，是名义上的最高贵族）。此次圣战为羅馬教廷權威巔峰的体现，即“使十字军完全成为一项普世的、基督徒們的事业”。
史學界普遍認爲本次十字军没有取得光荣的军事胜利，但它仍巧妙地通過外交、軍事壓力等手段，使阿尤比穆斯林王朝内亂；并通过外交條約，取得相較神聖羅馬帝國皇帝腓特烈二世在第六次十字军东征中更多的領土让步。數年以後，诸爵十字军成功使耶路撒冷王国領土恢复到自1187年以来的最大规模。
諸爵十字軍經常被認爲与拉丁帝國皇帝鮑德溫二世的國事訪問，及小部分十字軍駐扎靠近君士坦丁堡的重鎮乔尔卢盧有關。这被認爲是教宗格雷戈里九世曾經短暂试图将圣战目标从穆斯林手中解放圣地转向保护拉丁帝国及其首都君士坦丁堡，以免受东正教徒的侵害（參見東西教會分裂）。虽然相对丰富的史料，但直到近代，史学界對這次十字軍東征的相關学术研究一直很有限，部分原因是因缺乏大规模的军事活动。。

## 歷史背景
1229年2月，第六次十字军东征结束时，腓特烈二世和卡米尔签署为期10年的停战协议。在兵不血刃情況下，腓特烈独自使用外交手段，获得包括耶路撒冷、拿撒勒、西顿、雅法和伯利恒在内的領土控制权。该条约將于1239年到期，进而危及基督徒們对這片领土的控制；第六次十字军东征在当地基督教领袖中实则不受欢迎，因为腓特烈二世被逐出教会，等同该地区人民喪失同西歐同宗的話語權。且腓特烈与穆斯林结盟，企图为霍亨斯陶芬王朝夺取圣地的控制权，而不是选择将领土归还给舊耶路撒冷王国的当地贵族們。在1234年，因而教宗格里高利九世宣布將組織新十字军东征在1239年抵达耶路撒冷，确保天主教對聖地的控制。
为了使这次十字军運動得到普及，教宗格里高利责成所有的基督徒均有義務参加十字军相关的布道活动，为祈祷聖戰结果功成。同時也呼籲基督徒們為聖戰事业捐款，此項籌款運動持续近十年。布道运动在不同國家获相應，如亞平寧半島諸國、神聖羅馬帝國和西班牙王國都对格里高利的十字军东征表现出热情。在匈牙利也有相當的贵族和教会机构积极地投入这场运动儅中。英格蘭和法蘭西的骑士和贵族們也支持教宗事业。
不过格里高利曾多次尝试将这次计划中的十字军從聖地改道，转而打击巴爾幹半島的天主教异端（東正教）在拉丁帝國環的传播。他也曾經试图将十字军东征目的完全转移到拉丁帝国的君士坦丁堡，但没有成功。以匈牙利國王贝拉一世为首的军事精锐就拒绝前往君士坦丁堡与試圖光復拜占庭帝國的约翰三世及其盟友保加利亚沙皇伊万-阿森二世作战。1239年夏天，匈牙利国王贝拉允许拉丁帝国推定继承人考特尼的鲍德温（即之後的鮑德溫二世）軍隊進入匈牙利边境，但拒绝与鲍德温前往君士坦丁堡與“異端”作戰。
同时，教宗格里高利给匈牙利的多米尼克教长写一封信，要求他在帝国境内宣道，并把十字军对耶路撒冷的誓言换给那些前往君士坦丁堡的人，以换取宽恕。1241年2月，教宗宣佈將对每一个參加十字軍的戰士及为十字军捐款的人們给予最大宽恕，并在同年下令将在匈牙利征收捐款转用于德意志皇帝弗雷德里克二世的军事行动。
1235年，格里高利号召法蘭西的十字军戰士前往君士坦丁堡而不是耶路撒冷作战，考特奈的鲍德温首先到达君士坦丁堡，其他欧洲骑士和贵族則向耶路撒冷進軍。12月16日，教宗命道明會教士科代之威廉在拉丁帝國境内宣教，以求順利十字军东征顺利。香槟公爵西奥巴德因需要獲得教宗的支持而积极响应聖戰号召，但他始終拒绝为耶路撒冷减免誓言。1238年12月，西奥巴德从格里高利那里得到向耶路撒冷进行十字军东征的资金同法国的男爵们及其他基督教軍事團體分别前往圣地，英格蘭的男爵們，如康沃尔的理查德和蒙福特的西蒙也分別在一年后到达。在那里他们面临军事上的失败，但取得外交上的成功。

## 十字軍組成及過程

### 西奥巴德公爵的部隊
西奥巴德的主力部队约有1,500名骑士，其中包括几百名来自纳瓦拉的骑士。勃艮第公爵休四世、蒙福尔伯爵阿莫里六世、法蘭西王國宮相罗伯特·德·考特奈以及布列塔尼的公爵彼得一世也組織一部分軍隊，与他们同行的还有一些次级的伯爵。此爲本次十字軍東征的主力部隊之一。西奥巴德大部分聖戰軍隊于八月份从法国马赛港出发，一小部分則從神聖羅馬帝國于意大利南部的港口出发。西奥巴德的軍隊並于9月1日到达阿克里與曾經在地中海因風暴失散的另一隊十字軍會師。在阿克里，他同当地的基督教权贵在當地議事堂裏舉行祈禱及作戰会议。期間，另一隊來自塞浦路斯的十字軍隊伍也加入西奥巴德公爵的部隊。
西奥巴德在氣候宜人的阿克里度过並休整兩個月時間，他還在那里為遠在納瓦拉的夫人写一首詩。最終在11月2日，约4000名骑士向阿斯卡隆进军，在那里他们建造一座聖戰進攻橋頭堡（值得一提的是，選址是在數十年前被薩拉丁摧毀的一座城堡舊址之上建造）。
此時，布列塔尼公爵同指揮官拉烏爾將其部隊兵分两路，各自在穆斯林商隊可能經過的路线埋伏等待，這支商隊通過情報得知正沿着约旦河向大马士革方向移动。隨後彼得的軍隊隨後在一座穆斯林的城堡外与該商隊爆發衝突，在经过一番战斗后，他召唤吹響號角拉乌尔的另一支軍隊前來增援。隨後穆斯林迅速被击溃，逃入城内。彼得的部下緊跟在后面，殺害一些穆斯林並俘获一些俘虜，還夺取战利品和食物。

### 在加沙戰役和耶路撒冷攻防戰
年輕公爵在那此的小勝，很快會在接下來的戰役中顯得黯然失色；当全军于1239年11月12日到达雅法时，有一部分軍官想獨立进行突袭。这支抗命队伍的首席指揮官是巴尔的亨利、蒙福尔的阿莫里和勃艮第公爵休，同时还有四个主要地方领主，即：布里安的瓦尔特、西顿的巴利安、阿尔苏夫的约翰和蒙贝利亚德的奥多。这支獨立队伍有大约400到600名骑士，他们不顾西奥博尔德、布列塔尼的彼得以及所有三个聖戰军团（即圣殿骑士团、醫院骑士团和日耳曼骑士团）的领导人阻攔，擅自將軍隊从主力军中分离出来。
这支分離的队伍在沙漠中行马走一整夜，其中一部分人很快于次日在加沙城与敵軍鲁肯·丁·希哈维指挥的一支埃及部队交战，而在西奥博尔德的部队赶到救援之前，这支队伍就被酣畅淋漓击败；其中亨利被杀，阿莫里也淪爲被俘的几百名十字军中一员。随后，全軍決定戰略性撤退，暫時回到阿克里休整。
在加沙之战后约一个月左右，因外约旦的安·纳西尔·达乌德保護商隊被彼得夺取，他因為憤怒而向耶路撒冷进军以作報復，而耶路撒冷城卻基本没有設防。耶路撒冷的軍隊退往最後據點——大卫塔堅守一个月后，守軍向达乌德名義上投降，但條件是要保證其軍隊要安全抵達安卡城而不對其迫害。這是自1229年第六次十字军东征以来，耶路撒冷城首次落入穆斯林手中。

## 引用頁數
1. 1 2  Lower 2005，第2頁.
2. ↑  Lower 2005，第4, 6-7頁.